# Izov, Volodîmîr-Volînskîi
Izov (în ucraineană Ізов) este un sat în comuna Rohojanî din raionul Volodîmîr-Volînskîi, regiunea Volînia, Ucraina.

## Demografie
Componența lingvistică a localității Izov
     Ucraineană (98,84%)
     Belarusă (1,16%)
Conform recensământului din 2001, majoritatea populației localității Izov era vorbitoare de ucraineană (98,84%), existând în minoritate și vorbitori de belarusă (1,16%).